# Birdy (album)
Pour les articles homonymes, voir Birdy.
Albums de Peter Gabriel
Plays Live
(1983) So
(1986)
Bandes originales de Peter Gabriel
Passion
(1989)
Birdy est un album de Peter Gabriel sorti en 1985. Il s'agit de la bande originale du film Birdy d'Alan Parker sorti fin 1984  avec Matthew Modine et Nicolas Cage. Cet album marque la première collaboration entre Peter et le producteur canadien Daniel Lanois. La pièce "Birdy's Flight" serait réutilisée plus tard par le réalisateur John Woo dans sa série de films "A Better Tomorrow".

## Composition
En plus de compositions originales, Peter Gabriel reprend ici des éléments de chansons tirées de ses albums précédents : les albums éponymes Peter Gabriel (1980) et Peter Gabriel (1982).

## Liste des pistes

### Face A
1. At Night – 2:38
2. Floating Dogs – 2:55
3. Quiet and Alone – 2:30
4. Close Up – 0:55 (contient des éléments de Family Snapshot (en), tiré de l'album Peter Gabriel de 1980)
5. Slow Water" – 2:51
6. Dressing the Wound" – 4:06

### Face B
1. Birdy's Flight – 2:58 (contient des éléments de Not One Of Us, tiré de l'album Peter Gabriel de 1980)
2. Slow Marimbas – 3:21
3. The Heat – 4:41 (contient des éléments de The Rhythm of the Heat, tiré de l'album Peter Gabriel de 1982)
4. Sketch Pad With Trumpet and Voice – 3:05
5. Under Lock and Key – 2:28 (contient des éléments de Wallflower, tiré de l'album Peter Gabriel de 1982)
6. Powerhouse at the Foot of the Mountain – 2:19 (contient des éléments de San Jacinto, tiré de l'album Peter Gabriel de 1982)

## Personnel
- Peter Gabriel : Voix, claviers, production
- David Rhodes : Guitare, chœurs
- Tony Levin : Basse, contrebasse, chœurs
- John Giblin : Basse, contrebasse
- Jon Hassell : Trompette
- Larry Fast : Claviers
- Jerry Marotta : Batterie
- Manny Elias : Batterie
- Morris Pert : Batterie, percussions
- Ekome Dance Company : Percussions, tambours ghanéens[3]